# Oeste FC
Az Oeste Futebol Clube, röviden Oeste, egy 1921-ben alapított brazil labdarúgócsapat, székhelye Itápolis. A Paulista, és a Série B küzdelmeiben szerepel.

## Játékoskeret
2014-től
| # |     | Poszt | Név                |
| - | --- | ----- | ------------------ |
|   | BRA | K     | Anderson           |
|   | BRA | K     | Leonardo Navacchio |
|   | BRA | K     | Paes               |
|   | BRA | V     | Bruno Oliveira     |
|   | BRA | V     | Clayton Sales      |
|   | BRA | V     | Cris               |
|   | BRA | V     | Daniel Gigante     |
|   | BRA | V     | Dênis Neves        |
|   | BRA | V     | Fernandinho        |
|   | BRA | V     | Halisson           |
|   | BRA | V     | Lucas Bahia        |
|   | BRA | KP    | Díonísio           |
|   | BRA | KP    | Eder               |

| # |     | Poszt | Név                 |
| - | --- | ----- | ------------------- |
|   | BRA | V     | Ligger              |
|   | BRA | KP    | Jeferson Paulista   |
|   | BRA | KP    | Leandro Melo        |
|   | BRA | KP    | Lelê                |
|   | BRA | KP    | Negretti            |
|   | BRA | KP    | Ramires             |
|   | BRA | CS    | Fábio Santos        |
|   | BRA | CS    | Jacson              |
|   | BRA | CS    | Marcinho Beija-Flor |
|   | BRA | CS    | Pablo               |
|   | BRA | CS    | Reis                |
|   | BRA | CS    | Serginho            |
|   | BRA | CS    | Waguininho          |